# Oisavanjärvi
Oisavanjärvi eller Oisava är en sjö i Finland. Den ligger i kommunen Muhos i landskapet Norra Österbotten, i den centrala delen av landet, 500 km norr om huvudstaden Helsingfors. Oisavanjärvi ligger 68,2 meter över havet. Trakten runt Oisava består huvudsakligen av våtmarker. Arean är 65,2 hektar och strandlinjen är 4,36 kilometer lång. Sjön  ingår i Uleälvens huvudavrinningsområde. 